# Margret Homeyer
Margret Homeyer (* 7. Oktober 1927 in Hagen; † 17. Januar 2018 in Berlin) war eine deutsche Schauspielerin.

## Leben
Homeyer besuchte zunächst die Schauspielschule des Deutschen Theaters in Berlin, gefolgt von einem bis 1961 währenden Engagement an dessen Spielstätte. Neben einer kurzen Tätigkeit am Staatstheater Dresden war die oftmals in Komödien besetzte Schauspielerin seit den 1950er Jahren auch beim Film und Fernsehen erfolgreich. Bis 1961 spielte sie in diversen ostdeutschen Produktionen der DEFA und des DFF vorwiegend in der DDR, so unter anderem als FDJ-Sekretärin Fröhlich in Klingenbergs Jugendfilm Guten Tag, lieber Tag. Nach 1961 arbeitete sie ausschließlich in der Bundesrepublik, unter anderem an Hamburger Spielstätten wie dem Deutschen Schauspielhaus und dem Thalia Theater, sowie am Renaissance-Theater in Berlin.
Neben ihrer umfangreichen Bühnentätigkeit startete Homeyer eine umfassende Fernsehkarriere. Insbesondere ab den 1980er-Jahren wurde sie häufig für Fernsehfilme und -serien gebucht, beispielsweise in Diese Drombuschs in der wiederkehrenden Nebenrolle der Witwe Frau Braatsch sowie in Rivalen der Rennbahn als Theresa. Im Kino war sie 1993 als Großmutter von Hape Kerkelings Hauptfigur in der Komödie Kein Pardon zu sehen. Eine ihrer bekanntesten Rollen spielte sie in der ZDF-Krimireihe Stubbe – Von Fall zu Fall zwischen 1995 und 2014. In dieser spielte sie in insgesamt 50 Folgen die Rolle der Charlotte Hoyn, die im Haushalt ihres von Wolfgang Stumph verkörperten Neffen lebt. Nach dem Ende von Stubbe zog sie sich aus dem Schauspielgeschäft zurück.

## Filmografie (Auswahl)
- 1951: Corinna Schmidt
- 1955: Wer seine Frau lieb hat …
- 1956: Junges Gemüse
- 1957: Der Fackelträger
- 1957: Pygmalion (Fernsehfilm)
- 1959: Bevor der Blitz einschlägt
- 1961: Guten Tag, lieber Tag
- 1961: Kalamitäten
- 1966: Das Kriminalmuseum (Fernsehserie, Folge Der Barockengel)
- 1973: Nerze nachts am Straßenrand (Fernsehfilm)
- 1975: Hilde Breitner (Fernsehfilm)
- 1976: Paule Pauländer (Fernsehfilm)
- 1976: Die Tannerhütte (Fernsehfilm)
- 1978: Grüß Gott, ich komm von drüben (Fernsehfilm)
- 1979: Der Tag an dem Elvis nach Bremerhaven kam (Fernsehfilm)
- 1979: Was wären wir ohne uns (Fernsehserie)
- 1982: Flüchtige Bekanntschaften (Fernsehfilm)
- 1983: Mascha  (Fernsehfilm)
- 1984: So lebten sie alle Tage (Fernsehserie, 5 Folgen)
- 1986: Schlange, Herz und Pantherkopf (Fernsehfilm)
- 1986: Sommer in Lesmona (Fernsehfilm)
- 1986: Fraulein (Fernsehfilm)
- 1986: Mord am Pool (Fernsehfilm)
- 1987: Sommer in Lesmona (Fernseh-Miniserie)
- 1988: Ein Kuckuck im Nest (Fernsehfilm)
- 1988: Tatort – Spuk aus der Eiszeit (Fernsehreihe)
- 1989: Der Bettler vom Kurfürstendamm (Fernsehfilm)
- 1989: Rivalen der Rennbahn (Fernsehserie, 11 Folgen)
- 1989: Tatort – Die Neue (Fernsehreihe)
- 1990: Ein Heim für Tiere (Fernsehserie, Folge Das geteilte Peterle)
- 1991/1993: Zwei Münchner in Hamburg (Fernsehserie, 2 Folgen)
- 1991–2011: Großstadtrevier (Fernsehserie, 4 Folgen)
- 1992–1994: Diese Drombuschs (Fernsehserie, 7 Folgen)
- 1993: Kein Pardon
- 1994: Harald und Eddi (Fernsehserie, Folge Extra)
- 1995: Von Arzt zu Arzt (Fernsehfilm)
- 1995–2014: Stubbe – Von Fall zu Fall (Fernsehreihe, 50 Folgen)
- 1996: Max Wolkenstein (Fernsehserie, 3 Folgen)
- 1997: Simones Entscheidung (Fernsehfilm)
- 1998: Adelheid und ihre Mörder (Fernsehserie, Folge Leiche vom Dienst)
- 1998: Hundert Jahre Brecht
- 2000: Hotel Elfie (Fernsehserie, Folge Wer zu spät kommt)
- 2000–2002: Die Nesthocker – Familie zu verschenken (Fernsehserie, 29 Folgen)
- 2004: Das Duo – Bauernopfer (Fernsehfilm)
- 2006: Mein Leben & Ich (Fernsehserie, Folge Das Dreamteam)
- 2007: Da kommt Kalle (Fernsehserie, Folge Trickbetrüger)
- 2008: Notruf Hafenkante (Fernsehserie, Folge Keine Heimat)
- 2009: Die Blücherbande (Fernsehfilm)

## Theater
- 1949: Molière: Der Geizige (Mariane) – Regie: Willi Schmidt (Deutsches Theater Berlin)
- 1949: Johann Wolfgang von Goethe: Faust. Eine Tragödie (Lieschen) – Regie: Wolfgang Langhoff (Deutsches Theater Berlin)
- 1951: William Shakespeare: Was ihr wollt – Regie: Wolfgang Heinz (Deutsches Theater Berlin – Kammerspiele)
- 1952: Julius Hay: Die Brücke des Lebens (Helferin) – Regie: Paul Lewitt (Staatstheater Dresden)
- 1953: Konstantin Fjodorowitsch Issajew/Alexander Galitsch: Fernamt …Bitte melden – Regie: Rudolf Wessely (Deutsches Theater Berlin – Kammerspiele)
- 1953: Heinar Kipphardt: Shakespeare dringend gesucht – Regie: Herwart Grosse  (Deutsches Theater Berlin – Kammerspiele)
- 1953: Gotthold Ephraim Lessing: Minna von Barnhelm (Franziska) – Regie: Hans Jungbauer (Deutsches Theater Berlin – Kammerspiele)
- 1955: Federico Garcia Lorca: Bernarda Albas Haus (Martirio) – Regie: Hannes Fischer (Deutsches Theater Berlin – Kammerspiele)
- 1956: Oscar Wilde: Bunbury (Gwendolin) – Regie: Herwart Grosse (Deutsches Theater Berlin – Kammerspiele)
- 1957: Mary Chase: Mein Freund Harvey (Myrtle Mae) – Regie: Wolfgang Thal (Deutsches Theater Berlin – Kammerspiele)
- 1958: Erich Maria Remarque: Die letzte Station (Berlinerin) – Regie: Emil Stöhr (Deutsches Theater Berlin – Kammerspiele)
- 1959: Unbekannter Verfasser: Die Trickbetrügerin und andere merkwürdige Begebenheiten – Regie: Herwart Grosse (Deutsches Theater Berlin – Kammerspiele)
- 1959: Maxim Gorki: Sommergäste (Olga) – Regie: Wolfgang Heinz (Deutsches Theater Berlin)
- 1993: Henrik Ibsen: Hedda Gabler (Fräulein Juliane) – Regie: Andrea Breth (Schaubühne am Lehniner Platz)

## Hörspiele (Auswahl)
- 1953: Carl Sternheim: Die Kassette (Emma, Dienstmädchen) – Regie: Werner Wieland (Hörspiel – Berliner Rundfunk)
- 1954: Berta Waterstradt: Besondere Kennzeichen: Keine – Regie: Ingrid Fröhlich (Rundfunk der DDR)
- 1957: Bernhard Seeger: Wo die Nebel weichen (Großbauernmagd) – Regie: Lothar Dutombé (Rundfunk der DDR)
- 2000: Susanne Krahe: Lisabetha – Regie: Gottfried von Einem